# Nō
El nō (能?) o noh es una de las manifestaciones más destacadas del drama musical japonés que se ha realizado desde el siglo XIV (periodo Muromachi). Estas representaciones combinan canto, drama, danza y orquestación de tres o cuatro instrumentos y tienen como principio regidor el yūgen (elegancia, belleza, misterio). El teatro nō es popular entre un grupo amplio de japoneses; desde quienes cantan las canciones nō (utai) hasta quienes bailan pequeñas secuencias (shimai) guiados por la tutela de actores profesionales.

## Concepto
Se trata de un drama lírico japonés que tuvo su apogeo en el siglo XVII, época en que datan los primeros textos impresos, atribuidos a Kan'ami y a su hijo Zeami (ambos de comienzos del siglo XIV). El nō procede de las danzas rituales de los templos, de las danzas populares, de los escritos budistas y de la poesía, mitología y leyendas populares japonesas y chinas. En oposición al teatro kabuki, es un drama aristocrático que sigue teniendo su público en la actualidad y se representa en un cuadrilátero elevado y rodeado por dos lados de público.
En uno de sus lados hay un balcón con un coro de diez cantantes y en el fondo un estrado para cuatro músicos. No hay telón de fondo y los decorados se reducen a cuatro postes con un tejado para representar un palacio, un templo o cualquier otro lugar. Hay dos actores principales acompañados en algunas escenas, vestidos con gran riqueza. El primer actor lleva máscara durante la danza que constituye el núcleo de la obra. Entre las cinco piezas que constituyen un programa dramático nō se intercalan interludios cómicos de carácter entremesil o farsesco (kyōgen), representados con trajes corrientes, sin máscaras y con un lenguaje vivo y actualizado. La temática de los dramas nō es solemne y trágica, y siempre alude a algún tipo de redención usando el simbolismo aparente de alguna leyenda o hecho histórico; el lenguaje está muy elaborado, es aristocrático y elevado y abunda en arcaísmos. Un programa nō contiene cinco piezas y cuatro farsas kyōgen y dura de cuatro a cinco horas.Su desarrollo se remonta al siglo XIV. Junto con la muy emparentada farsa kyōgen, evolucionó a partir de diversas artes populares y aristocráticas, incluyendo el dengaku, el shirabyōshi y el gagaku. Kan'ami y su hijo Zeami Motokiyo dieron al nō su forma actual durante el período Muromachi. Posteriormente, este estilo influiría en otras formas dramáticas, como el kabuki y el butō.
El nō es único por su lentitud, su gracia austera y por el uso distintivo de máscaras, y representa verdaderamente un rasgo específico de la cultura japonesa, que consiste en encontrar la belleza en la sutileza y formalidad.

## Historia

### Sarugakuydengaku
Hasta el siglo XIV, el nō era conocido como sarugaku no nō, o simplemente sarugaku. Este último término proviene de sangaku que designa toda la gama de artes del espectáculo, incluida la acrobacia, el malabarismo, la prestidigitación y la pantomima, importada de China. Progresivamente la pantomima cómica se convirtió en la principal atracción produciendo el cambio de nombre (sarugaku puede ser entendido como espectáculo de mímica).
Durante la misma época, las tradiciones y los ritos campesinos habían dado nacimiento al dengaku, conjunto de bailes y rituales destinados a asegurar buenas cosechas y apaciguar a los malos espíritus que eran efectuadas principalmente en los períodos de las cosechas de arroz. Practicadas en conjunto con las prácticas adivinatorias del budismo esotérico, estos rituales tenían el apoyo de grandes señores feudales pertenecientes a grandes templos budistas. Este respaldo acercó a los bailarines dengaku a enfatizar la dimensión dramática de su arte. El kagura, a menudo mencionado como una fuente esencial del nō, es asimismo una forma de dengaku.

### Kan'ami y Zeami
La popularidad del dengaku estaba en su apogeo cuando nació Kiyotsugu Kan'ami (1333-1384), que en 1345, fue patrocinado por Yoshimitsu Ashikaga, futuro shōgun. El apoyo de este poderoso personaje permitió a Kan'ami desarrollar una síntesis de la pantomima sarugaku con los bailes y canciones del dengaku dando como resultado un arte elegante y refinado, adaptado a los gustos de un público aristocrático.
La autoría del nō se debe, sin embargo, al hijo de Kan'ami, Motokiyo Zeami (1363-1443), actor en la compañía de su padre, quien también gozó del favor del shōgun. Llevando la estilización más lejos de lo que había hecho su padre, impuso el yūgen, la elegancia tranquila, denotando el espíritu sutil y profundo, y el hana, que indica la novedad, como ideales del nō. Zeami fue al mismo tiempo actor, productor, y autor prolífico, escribiendo cada una de las piezas y manuales teóricos que llegarían a ser las fuentes del nō. Es probable que haya revisado y profundizado la mayoría de las piezas escritas por su padre, como también las obras creadas con anterioridad. Debido a la limitación impuesta por estas nuevas reglas, el aspecto cómico del sarugaku encontró su expresión en la forma cómica del kyōgen cuyas representaciones se vinculan como un contrapunto a las del nō. El ensayo esencial de Zeami es la Transmisión de la flor y el estilo (Fushi Kaden), escrito en 1423, que sigue siendo una obra fundamental para los actores contemporáneos.

### Shogunatos ynō
La historia posterior del nō está estrechamente vinculada a sus relaciones con el poder. Así pues, después de la muerte de Kan'ami, tres personas compartieron la dirección del teatro. Él mismo Zeami, su primo On'ami (muerto en 1467) y su hermano adoptivo Zenchiku Konparu (1405-1470). Adeptos a un estilo más extravagante que el de Zeami, y sin duda mejores actores, On'ami y Konparu recibieron el favor de los sucesores de Yoshimitsu Ashikaga, los shōgun Yoshinori Ashikaga (1394-1441) y Yoshimasa Ashikaga (1436-1490), mientras que Zeami cayó en desgracia.
La Guerra de Ōnin, que ocasionó el debilitamiento del poder de los shōgun, fue un grave golpe para el nō. Con el fin de sobrevivir, los descendientes de On'ami y de Zenkichu Konparu intentaron dirigirse a un público más amplio presentando más acción y a más personajes.
Sin embargo, el renacimiento del nō tuvo lugar bajo los auspicios de Oda Nobunaga (1534-1582) y de Toyotomi Hideyoshi (1537-1598), este último un gran aficionado al nō, quienes garantizaron la protección de las compañías. Al mismo tiempo, la cultura espléndida de la época Momoyama marcó profundamente al nō, transmitiéndole el gusto por los trajes majestuosos, la forma de las máscaras (empleadas hasta el día de hoy) y la forma del escenario. Es también en esta época que se establece el repertorio del nō.
Esta protección continuó durante el período Edo bajo la autoridad del shogunato Tokugawa, siendo designado ceremonia ritual por el gobierno shogunal. Ya profundamente vinculado a una transmisión familiar, el nō pasó a ser completamente un asunto de familia, donde cada actor debía pertenecer al clan (la adopción de adultos era entonces una práctica corriente, permitiendo de esta forma integrar nuevos actores). Esta evolución debe entenderse en relación con la división de la sociedad en clases cada vez más herméticas que tiene lugar durante esta época.
Elemento esencial del entretenimiento de los shōgun y por extensión de los samurái, el nō quedó prácticamente reservado a estos últimos. Bajo la influencia de este público, las representaciones se hicieron más solemnes y más largas, volviéndose un arte serio que exigía una gran concentración de parte del público.

### Hacia elnōcontemporáneo
El nō, junto a sus protectores, casi desapareció durante la Era Meiji y aunque había perdido el apoyo gubernamental, recibió junto al kyōgen el reconocimiento oficial como dos de las tres formas nacionales de drama. El nō volvería en gracia y majestad a partir de 1912, siendo en esta época, cuando se comienza a utilizar el término nōgaku, para designar el conjunto formado por el nō y el kyōgen, construyéndose además las primeras salas exclusivamente dedicadas a este arte.
De nuevo amenazado, inmediatamente después de la Segunda Guerra Mundial, el nō consigue sobrevivir y constituye en el siglo XXI una de las artes tradicionales más establecidas y mejor reconocidas. El nō fue la primera forma de arte dramático en inscribirse, en 2001, en la lista representativa del Patrimonio Cultural Inmaterial de la Humanidad de la Unesco como parte del nōgaku, conjuntamente al kyōgen.

## Dramaturgia
Son dramas breves (entre treinta minutos y dos horas): una jornada de nō está formada por cinco partes, de categorías diferentes.
Como fuente importante para el nō (y posteriormente para otras formas dramáticas), se puede mencionar El Cuento de los Heike, un cuento medieval sobre el auge y caída del clan Taira, originalmente cantado por monjes ciegos que se acompañaban con la biwa. Otra fuente mayor es El Cuento de Genji, un trabajo del siglo XI, denominada alguna vez la primera novela del mundo. Los autores también se inspiran en los períodos clásicos japoneses de Nara y Heian, y en fuentes chinas.

### El escenario

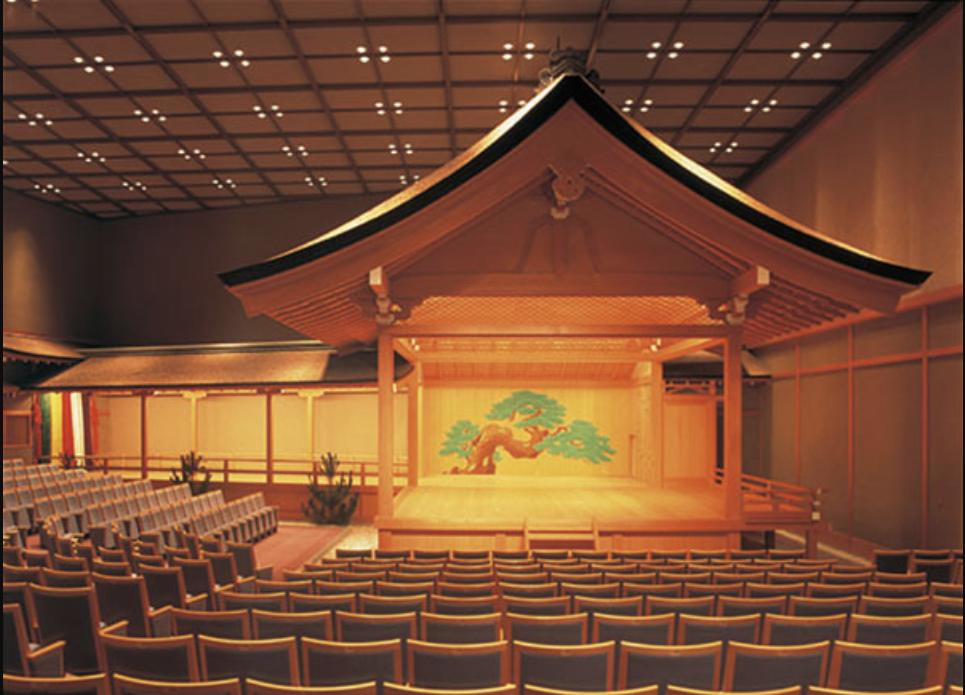
Escenario de nō (Teatro Nacional de Nō, Tokio).

El escenario procede de un esquema chino: un cuadrilátero vacío de aproximadamente 6 por 6 metros, excepto la kagami-ita (pintura de un pino en el fondo de la escena), abierto sobre tres lados entre las pilastras de hinoki (ciprés japonés) que señalan los ángulos. Existen variadas explicaciones para la utilización de la pintura del pino en el escenario. Una de las más comunes nos dice que simboliza un medio por el cual las deidades descienden a la tierra en el ritual shinto. Se dispone de una pequeña puerta para permitir la entrada de los músicos y del coro. El escenario, en altura, siempre se cubre de un techo, incluso en interiores, para reproducir la presentación original que en los antiguos tiempos tenía lugar al aire libre, y se rodea al nivel del suelo de grava blanca en la cual se ubican pequeños pinos al pie de los pilares. Bajo el escenario se encuentra un sistema de jarras de cerámica que amplía los sonidos en las danzas. Los detalles de este sistema son patrimonio de las familias que fabrican el escenario del nō.
El acceso al escenario para los protagonistas se hace por el hashigakari, estrecha pasarela a la izquierda de la escena que representa la unión del mundo de los vivos con el mundo de los muertos, posteriormente evolucionaría en kabuki en el Camino de las flores (hanamichi). Considerado como parte integral del escenario, este camino está bloqueado, por donde entran los actores, por una cortina de cinco colores. El ritmo y la velocidad de apertura de esta cortina da al público indicaciones sobre el ambiente de la escena. La longitud del hashigakari logra unas entradas espectaculares. A lo largo de esta pasarela existen tres pequeños pinos, que además de reforzar una ilusión de lejanía, definen zonas donde el protagonista puede hacer una pausa para decir algunas palabras, antes de su llegada al escenario. Según el lugar determinado donde el protagonista se ha detenido, el público comprende el tipo de papel que interpreta. También, según si el actor va sobre la pasarela más cerca o más distante del público, este último puede conjeturar el grado de humanidad del papel. Todos estos elementos así como las propiedades de resonancia de la escena obligan a los protagonistas a utilizar un particular paso deslizado, sin choque de los pies sobre el suelo y con las caderas muy bajas (suriashi).

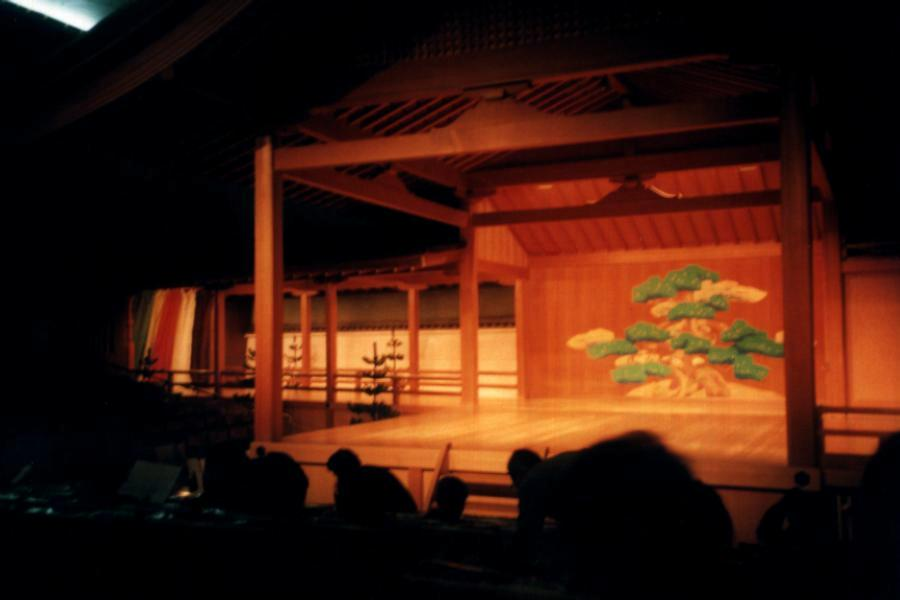
Escenario de nō.

A causa de la amplia apertura del escenario, el público está dispuesto prácticamente sobre tres lados. Por lo tanto, el protagonista debe prestar una atención especial a su colocación. Debido a que las máscaras limitan severamente su campo de visión, el protagonista utiliza los pilares como guías para moverse, ubicándose a la izquierda del escenario.
En contraste con el sencillo escenario, los trajes son majestuosos. Muchos actores, especialmente aquellos en el papel del Shite, usan telas de seda exquisitamente elaboradas y de líneas severamente simples. Los dibujos de los distintos vestuarios, así como el color de estos son de naturaleza simbólica y se destacan por sus audaces diseños de extravagante belleza y una sensitiva delicadeza de detalle. El uso del color se encuentra predeterminado por la edad y sexo del personaje, mientras la juventud se representa por tonos alegres, rojos y brillantes, la mujer mayor está representada por tonalidades más oscuras y menos llamativas, además el diseño del vestuario permite a los espectadores descubrir las motivaciones o sentimientos que mueven al personaje.

### Música y texto

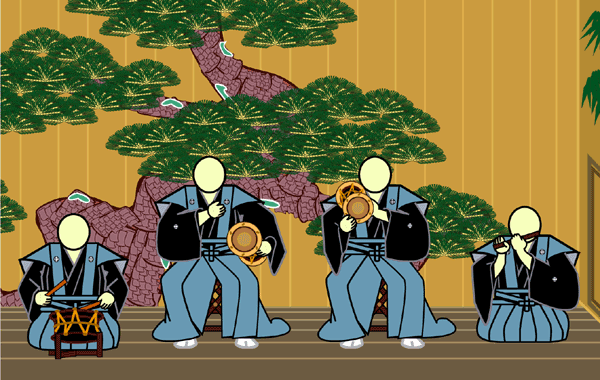
Los músicos en el nō.

Además de los actores, el escenario está ocupado por cuatro músicos dispuestos en la parte posterior del escenario en un espacio entarimado de 120 cm de profundidad que deben en todo momento realizar movimientos que se encuentren en armonía con la kagami-ita, y un coro de ocho a doce personas que se sitúan al lado derecho en una extensión de aproximadamente 1 metro. La música se produce por medio de tres tipos de tambores de tamaño creciente, que llevan el compás; un tambor al hombro (ko-tsuzumi), cuyo parche requiere humedad para emitir un tono embozado; un tambor de rodilla (ō-tsuzumi), cuyo parche se seca para emitir un tono alto y estruendoso; y un tambor aplanado (taiko), que marca el ritmo con dos baquetas de ciprés. A esto se suma una flauta de bambú, único instrumento que lleva la melodía, con siete agujeros (fue), construida para hacer sonidos extraños y precarios. Los dos primeros tambores tienen el cuerpo de cerezo, mientras que el tercero es de olmo y sus parches son hechos de cuero de caballo ajustados por cuerdas de lino. La música tiene por función crear el ambiente, a menudo una atmósfera extraña, en particular cuando intervienen elementos sobrenaturales, pero no debe interferir de manera alguna ni sobreponerse a la actuación del bailarín. Debido a que las antiguas máscaras nō se sostenían por la boca y los actores no podían pronunciar texto, era el coro el que antiguamente hablaba en su lugar. Actualmente, el coro se encarga de proporcionar los elementos de narración y de decir las réplicas al actor cuando este realiza una danza o de ampliar la intensidad dramática de un monólogo. El predominio de las percusiones en la música destaca la importancia fundamental del ritmo en la representación del nō.
El nō, como drama cantado, es considerado por muchos como la ópera japonesa. Sin embargo, el canto en el nō involucra un rango tonal limitado, con largos y repetitivos pasajes en un rango dinámico pequeño. Ciertamente, la melodía no es el centro de la canción del nō. Aunque, los textos son poéticos, utilizan considerablemente el ritmo familiar siete-cinco japonés, que se conoce en el temprano waka y en el posterior haiku, con una economía de expresión y una abundancia de alusiones.
A causa del establecimiento del repertorio a finales del siglo XVI, el texto está en japonés antiguo, incomprensible para los japoneses contemporáneos, por lo que la mayoría de las salas proponen traducciones del texto.

## Actores
Existen cuatro categorías mayores de actores en el nō y ocho categorías principales de papeles:
- Shitekata: corresponde al tipo de actor de obras más representado. Estos actores interpretan distintos papeles, shite (actor principal), tsure (acompañante del shite), jiutai (coro, usualmente 6-8 actores) y koken (ayudantes de escena, usualmente 2-3 actores).
- Wakikata, personifica los papeles de waki, personaje secundario que son la contraparte del shite.
- Kyogenkata, estilo de obra reservado a los actores que desempeñan los papeles populares en el repertorio del nō y toda la distribución de las piezas kyōgen (representadas como intermedio entre dos obras nō).
- Hayashikata, son los instrumentistas que tocan los cuatro instrumentos utilizados en el nō.

Los actores que interpretaran papeles de shite y waki son instruidos separadamente, bajo la dirección de profesores diferentes. Es imposible pasar de una categoría a otra, lo que aumenta el contraste, en la obra, entre los dos tipos de protagonistas.

### Elshite
El shite es el actor que interpreta al personaje principal de la obra y quien ejecuta las danzas. Debe poder interpretar una extensa gama de personajes, yendo de niño a dios, pasando por anciano o mujer. Todos los actores son hombres y la naturaleza de un personaje es señalada por su traje, muy elaborado, y sobre todo por su máscara, más pequeña que el tamaño real. Solo los actores shite se ponen máscaras, siendo capaces de concentrar la esencia del personaje que interpretan y de esta forma alcanzar una mayor profundidad emocional. Cuando el personaje es un hombre de edad madura, el shite actúa sin máscara. Debe entonces guardar una cara severamente inexpresiva, al igual que los otros personajes presentes sobre escena, y actuar como si llevara una máscara (hitamen).
El actor implicado como shite puede también verse obligado a actuar como personaje secundario cuando estos son mujeres, niños, animales o seres sobrenaturales.

### Elwaki
El papel esencial del waki es interrogar al shite para darle una razón para efectuar su danza y de vincular a las criaturas de otro mundo representadas por el shite con el mundo real. Actuando sin máscara, el waki es un humano varón que vive en el presente en el momento de la pieza. Puede tratarse de un aristócrata, cortesano, enviado, sacerdote, monje, samurái o de un hombre del pueblo. Su función social es indicada por su traje.

## Piezas
Una típica representación de nō involucra todas las categorías de actores. Existen aproximadamente 250 obras que son desarrolladas en el repertorio actual las cuales pueden ser distribuidas en dos grupos según su realismo, o en seis categorías organizadas en líneas generales por tema. Esto último influirá sobre el momento en que una obra se representa durante una jornada tradicional de nō, que está compuesta por una obra de cada una de las categorías.

### Genzai nōymugen nō
El genzai nō designa las partes realistas. El personaje principal es entonces un ser humano vivo, y la historia se desarrolla en tiempo real. La obra se centra en torno a los sentimientos del personaje, siempre en una situación dramática. El diálogo hablado constituye el medio esencial de la exposición.
El mugen nō, por otro lado, es un ruego a criaturas imaginarias, divinidades, fantasmas o demonios. Estas criaturas siempre son actuadas por el shite. Las obras se dividen entonces en dos actos. En el primero, la criatura se le aparece al waki, que ha venido a visitar un lugar consagrado o famoso, bajo el aspecto de un ser humano. Durante el segundo, se revela y realiza una danza. Este segundo acto se supone que se desarrolla en un sueño o en una visión del waki, de ahí el nombre de mugen, que designa este tipo de experiencia.
El tema de los mugen nō hace generalmente referencia a una leyenda o a una obra literaria. Escrito en una lengua anticuada y poética, el texto se canta según entonaciones obedeciendo a normas estrictas de kata (formas impuestas por la tradición). Del mismo modo, los protagonistas adoptan para este tipo de obras un paso deslizado característico, y se codifican mucho los propios movimientos de las danzas. Esta estilización extrema reparte a cada movimiento y entonación un significado convencional propio.
La puesta a punto de las características esenciales del mugen nō se asigna a Zeami. Más que intentar reconstruir la belleza sobre la escena, su objetivo es suscitar en la audiencia un estado de ánimo consustancial a la contemplación de la belleza, su referencia es el sentimiento experimentado ante la belleza de una flor.

### Los seis tipos de obras
Como se mencionó, las obras de nō generalmente se clasifican por tema, que regulan su orden de representación. Este orden constituye una herencia del tiempo del shogunato Tokugawa:
- Okina/Kamiuta
- 1.ª Categoría: Obras de Divinidades
- 2.ª Categoría: Obras de Guerreros
- 3.ª Categoría: Obras de Mujeres
- 4.ª Categoría: Obras Misceláneas
- 5.ª Categoría: Obras de Demonios

#### Okina/Kamiuta
Se trata de una obra única que combina danza y ritual shinto. En todo rigor, no se trata de nō, pero es una ceremonia religiosa que utiliza el mismo repertorio de técnicas que el nō y el kyōgen. Representa la bendición concedida por una divinidad a la asistencia. La máscara es entonces un objeto religioso en pleno derecho.
Estas obras también se conocen bajo el nombre de sanban, "los tres rituales", en referencia a las tres partes esenciales chichi-no-jo, okina, y kyōgen sanba-sarugaku. El papel principal lo ejecuta un actor de nō y el papel secundario es realizado por un actor de kyōgen.
Estas obras no forman parte de las jornadas de nō y se realizan con motivo del año nuevo o como representaciones especiales, presentándose siempre al principio del programa.

#### Nōde divinidades
Llamadas también waki nō, tienen una divinidad como personaje principal. Típicamente, el primer acto es el encuentro de un sacerdote con otro personaje en un lugar famoso o en marcha hacia tal lugar. Al final del acto, el otro personaje se revela una divinidad. Esta, o un divinidad vinculada, vuelve de nuevo durante el segundo acto para realizar una danza y bendecir la asistencia, un templo o las cosechas. Ejemplos de obras: El Viejo Pino, Los Dos Pinos, Po Chu-i, El Arco del templo de Hachiman, La Diosa de los cerezos, La Reina-madre del Oeste, Kamo, Los Dioses del templo de Shirah
En japonés shura-nō, estas obras se centran en torno al espíritu de guerreros muertos caídos en el infierno después de su muerte. Vuelven entonces para contar la vida durante el ashura (infierno de la guerra), o su última batalla. Ejemplos de obras: El General Tamura-maru, Yoshitsune en Yashima, El Carcaj de Kagetsue, El Belicoso Michimori, El Ahogamiento de Kyotsune, El Viejo Sanemori, Minamoto no Yorimasa, La Dama Tomoe.

#### Nōde mujeres enamoradas
Llamadas «nō de mujeres» o «nō con peluca» (kazura-nō), estas obras se desarrollan en torno al espíritu de mujeres hermosas, de jóvenes nobles, o incluso de plantas o diosas. El momento esencial de estas obras es una danza graciosa.

#### Nōmisceláneas
Esta categoría agrupa las obras nō que no pertenecen a los otros grupos. Representan en general a un personaje femenino que cae en la locura, por celos o a raíz de la muerte de un ser querido.

#### Nōde demonios
También llamadas «nō del final» (kiri nō), estas obras incluyen a un personaje sobrenatural, un demonio, rey-dragón u otro espíritu de este tipo, aunque el personaje central de algunas sea un joven simplemente noble. Estas partes tienen un ritmo más rápido, apoyado por la utilización del tambor aplanado (taiko). Una rítmica danza constituye su punto culminante, que es también el fin de la jornada de nō.

## Elnōen elsigloXXI
Existen alrededor de 1500 actores profesionales de nō en Japón, y esta forma de arte está empezando a crecer nuevamente. Contrariamente al kabuki, que siempre ha sido muy popular, el nō poco a poco se volvió una representación solo para una determinada elite intelectual. Las cinco escuelas existentes de actuación nō son: Kanze (観世), Hosho (宝生), fundada en el siglo XIV, Komparu (金春), Kita (喜多), y Kongo (金剛). Cada escuela tiene una familia principal conocido como Sō-ke, y la cabeza de cada familia tiene el derecho de crear las nuevas obras o revisar las piezas existentes. La sociedad de actores de nō es totalmente feudalista, y estrictamente protege las tradiciones heredadas de sus antepasados.

## Obrasnōfamosas
(Categorizada según la escuela Kanze)
- Aoi no Ue — "La dama de la corte Aoi" (Categoría 4)
- Dojoji — "Dojoji" (Categoría 4)
- Hagoromo — "El manto de plumas" (Categoría 3)
- Izutsu — "El brocal del pozo" (Categoría 3)
- Matsukaze — "El viento en los pinos" (Categoría 3)
- Sekidera Komachi — "Komachi en el templo Seki" (Categoría 3)
- Shakkyo — "El puente de piedra" (Categoría 5)
- Shojo — "El duende bebedor" (Categoría 3)
- Yorimasa  — "Yorimasa" (Categoría 2)
- Yuya — "Yuya" (Categoría 3)

## Máscaras en las obrasnō

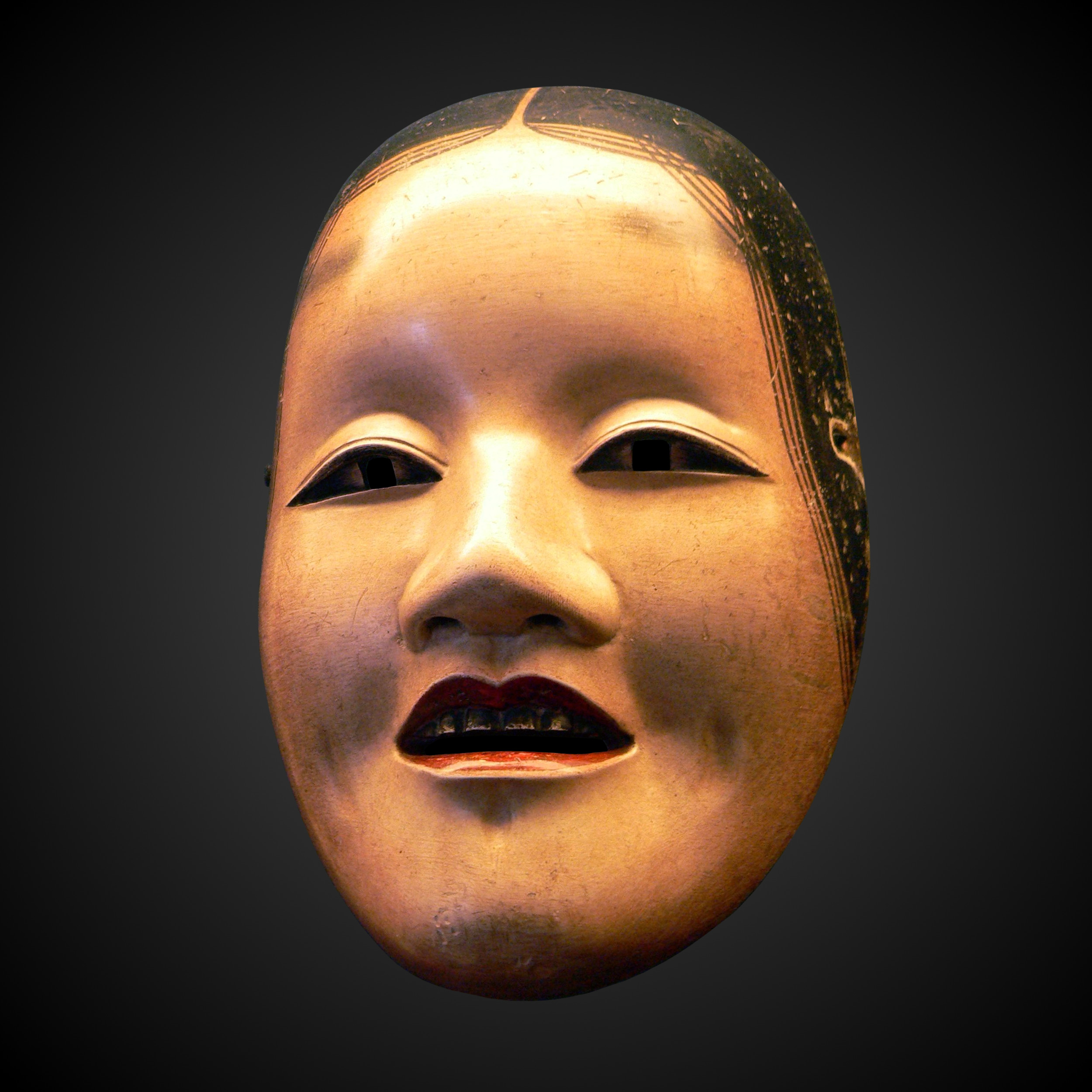
Máscara nō de mujer.

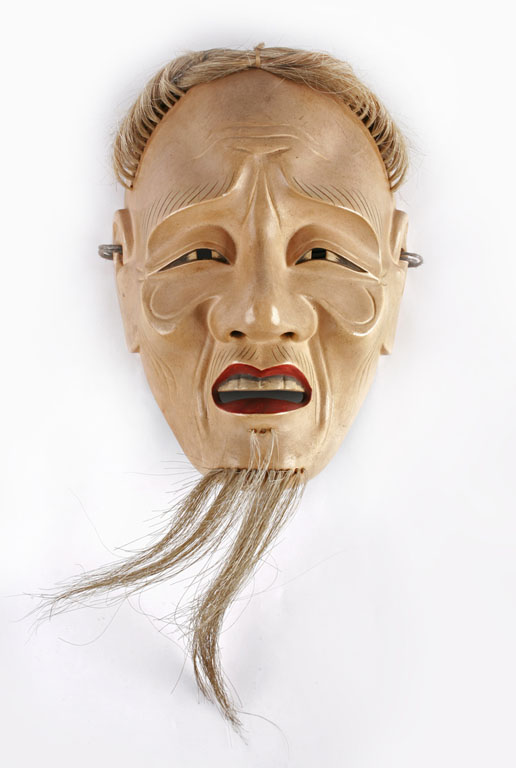
Un ko-jo (viejo), máscara en la colección del Museo de los Niños de Indianápolis.

Todas las máscaras utilizadas en las representaciones de nō (能面 nō-men o 面 omote, característica) tienen nombre. Están talladas en madera de ciprés japonés y pintadas con pigmentos naturales sobre una base de cola y conchas pulverizadas.
Usualmente solo el shite, el actor principal, lleva máscara. Sin embargo, en algunos casos los tsure pueden también llevarlas, en particular para roles femeninos. Las máscaras nō son usadas para representar a un personaje femenino o no humano (divino, demoniaco o animal), existiendo también máscaras para representar jóvenes o ancianos. Por otra parte, los actores de nō que no llevan máscara representan el rol de adultos alrededor de los veinte, treinta o cuarenta años de edad. El waki tampoco lleva máscara.
Cuando son usadas por un actor experimentado, las máscaras nō poseen la habilidad de representar distintas emociones de acuerdo a la postura de la cabeza y a la iluminación. Una máscara inanimada puede tener apariencia de felicidad, tristeza o una variedad de sutiles expresiones. Estudios realizados por Michael J. Lyons del ATR Intelligent Robotics and Communication Labs en Kioto, Japón, y Ruth Campbell, del University College de Londres, han explorado este aspecto de las máscaras.[cita requerida]

## Influencia en el teatro occidental
La apertura de Japón, al final del siglo XIX, suscita el interés de varios artistas occidentales. En 1921, el poeta Paul Claudel, a la sazón embajador de Francia en Japón, quedó impresionado por la estructura dramática del nō y su musicalidad. Esta idea queda expuesta en algunos de sus textos críticos como El Nō y El Drama y la música. La influencia que el teatro nō pudo tener sobre la dramaturgia misma de Claudel es sobre todo formal. Al mismo tiempo en Irlanda, William Butler Yeats, Premio Nobel de literatura en 1923, se inicia en el nō y se impregna de todo su arte. Stanislavski o Meyerhold examinan también la dramaturgia japonesa, y hacen algunas experiencias de puesta en escena, pero inspirándose más bien en el kabuki por su aspecto más coloreado y exóticamente espectacular. Bertolt Brecht, después de haberse apasionado por el teatro chino, adapta en 1930 una obra nō: Taniko, bajo el título Der Ja-sager (aquel que dice sí).
Más recientemente, los nō modernos de Yukio Mishima, gracias a la traducción francesa de Marguerite Yourcenar, dieron a conocer a la opinión pública algunos elementos esenciales del nō, como los "fantasmas vivos" o las metamorfosis animales.
Actualmente en Suiza, el director de teatro Armen Godel, apasionado del nō y traductor del japonés, monta en particular obras de Racine, Corneille o bien del mismo Mishima, impregnándolos del yūgen (palabra típica del «nō» que René Sieffert traduce como encanto sutil). En Francia, desde 1980, la puesta en escena por el director de teatro Junji Fuseya inicia a artistas occidentales a la técnica adaptada de su propia formación tradicional de nō y kyōgen. Es necesario tener en cuenta aún la inspiración que ciertamente Peter Brook encontró en Yoshi Oida, con el cual trabajó de numerosos años.